# Lisburn
Lisburn (irsk: Lios na gCearrbhach) er en by i det østlige Nordirland, med et indbyggertal (pr. 2001) på cirka 71.000. Byen er hovedstad i et distrikt af samme navn, og ligger sydvest for hovedstaden Belfast.

## Personer fra Lisburn
- Lucinda Riley, forfatter, født i Lisburn[1]